# Kućište
Kućište (tudi Kučište) so naselje na Hrvaškem, ki upravno spada pod občino Orebić; le-ta pa spada pod Dubrovniško-neretvansko županijo.

## Lega
Naselje leži ob Pelješkem kanalu na južni obali polotoka Pelješac okoli 6 km zahodno od Orebića pod vznožjem Vrha Ljute, ki doseže 311 m nadmorske višine in pod Zmijinim brdom, ki ga z 712 m visokim vrhom Vipera ter 547 m visoko Pišćetelo varujeta pred severnimi vetrovi. K Kućištu pripadajo še zaselki Zamošće in Perna ob obali ter Zukovac-Bilopolje, ki je oddaljen okoli 0,5 km od obale. S cesto je povezan z Orebićem in ostalimi naselji na polotoku.

## Zgodovina
V naselju in okolici so bili najdeni predmeti iz razdobja od neolitika do železne dobe. Jedro starega dela naselja je bilo zgrajeno v 16. stoletju. Beneški kartograf Coronelli je leta 1640 na svojih zemlevidih označil okoli 30 hiš. Med hišami ob obali je pomembna Lazarevićeva hiša zgrajena okoli leta 1700. V 18. stoletju in 19. stoletju so tu zgradili več tako imenovanih kapitanskih hiš po vzoru dubrovniških poletnih dvorcev. Gotska cerkev sv. Luke na pokopališču je bila zgrajena v 14. stoletju z zvonikom iz leta1522. Baročna cerkev Svetog  Trojstva stoji ob obali, zgrajena pa je bila okoli leta 1752.

## Demografija
| Pregled števila prebivalcev po letih | Pregled števila prebivalcev po letih | Pregled števila prebivalcev po letih | Pregled števila prebivalcev po letih | Pregled števila prebivalcev po letih | Pregled števila prebivalcev po letih | Pregled števila prebivalcev po letih | Pregled števila prebivalcev po letih | Pregled števila prebivalcev po letih | Pregled števila prebivalcev po letih | Pregled števila prebivalcev po letih | Pregled števila prebivalcev po letih | Pregled števila prebivalcev po letih | Pregled števila prebivalcev po letih | Pregled števila prebivalcev po letih |
| ------------------------------------ | ------------------------------------ | ------------------------------------ | ------------------------------------ | ------------------------------------ | ------------------------------------ | ------------------------------------ | ------------------------------------ | ------------------------------------ | ------------------------------------ | ------------------------------------ | ------------------------------------ | ------------------------------------ | ------------------------------------ | ------------------------------------ |
| 1857                                 | 1869                                 | 1880                                 | 1890                                 | 1900                                 | 1910                                 | 1921                                 | 1931                                 | 1948                                 | 1953                                 | 1961                                 | 1971                                 | 1981                                 | 1991                                 | 2001                                 |
| 446                                  | 412                                  | 333                                  | 317                                  | 302                                  | 295                                  | 273                                  | 266                                  | 203                                  | 224                                  | 272                                  | 225                                  | 200                                  | 214                                  | 204                                  |